# Vicente do Rego Monteiro
Vicente do Rego Monteiro, né le 19 décembre 1899 à Recife − mort le 5 juin 1970 dans la même ville, est un peintre, dessinateur, sculpteur, professeur et poète brésilien.
Il écrit en français et publie une douzaine de recueils, notamment Quelques Visages de Paris (1925), Canevas (1946), Le Petit Cirque (1948), Beau Sexe (1950), Broussais la charite (1950). Humour et tendresse, candeur et générosité qualifient son œuvre. Longtemps, Monteiro a imprimé ses vers et ceux de ses amis parisiens sur une presse a bras. Il est le promoteur du « Salon de la poésie ». On lui doit aussi une œuvre picturale abondante d'inspiration néo-cubiste.